# Max Miller (humorista)
Max Miller (21 de noviembre de 1894 - 7 de mayo de 1963) fue un humorista británico, uno de los más destacados del espectáculo de variedades de las décadas de 1930, 1940 y 1950. Trabajó en el cine, en revistas y en music hall, además de cantar y grabar canciones, algunas escritas por él mismo.

## Biografía

### Primeros años
Nacido en Brighton, Inglaterra, su verdadero nombre era Thomas Henry Sargent. Era el segundo hijo de James Sargent, un peón, y de Alice West, una florista. Conocido como Harry, tenía tres hermanos y dos hermanas. Sus padres eran muy pobres, y a menudo incapaces de pagar el alquiler, lo que les obligaba a mudarse a otras partes de la ciudad y de los suburbios. Por este motivo Harry cambió a menudo de escuelas, hasta que abandonó los estudios a los doce años de edad. Intentó trabajar en diversas ocupaciones, como peón, lechero, vendedor de pescado y patatas fritas, caddie en el club de golf de Brighton, estudiando finalmente para ser mecánico automovilista. En aquella época empezó a recibir el mote de swanky Sargent.
Con el inicio de la Primera Guerra Mundial en 1914, se alistó voluntariamente. Formó parte del Regimiento Royal Sussex y, tras servir en Francia, fue destinado a la India y un año después a Mesopotamia, donde quedó cegado durante tres días. Esta experiencia le marcó, y en sus últimos años colaboró en la lucha contra la ceguera. En el tiempo que permaneció alistado colaboró como artista entreteniendo a las tropas.

### Comienzo de su carrera en el mundo del espectáculo
Tras la desmovilización perdió a su madre a causa de la gripe española. Aunque Harry tenía pensado trasladarse a Londres, empezó a trabajar en variedades en Brighton, formando parte de la temporada teatral del verano de 1919. Entonces conoció a la que sería su esposa, Kathleen Marsh, que actuaba como contralto en la misma compañía.
En el verano de 1920 Harry viajó por el país formando parte de The Rogues interpretando un espectáculo musical. Al año siguiente el matrimonio viajó con un montaje llamado The Girl. Encontrándose en Plymouth se casaron el 17 de febrero de 1921. Además de artista, Kathleen era una astuta mujer de negocios que ayudó a desarrollar la carrera de su marido, y fue la que sugirió que adoptara el nombre de Max Miller. 
Max y Kathleen formaron durante un tiempo un dúo humorístico, pero acabó haciéndose evidente que Miller tenía una gran personalidad y que era más apropiado que interpretara un número en solitario.

### Camino al estrellato
De nuevo de gira trabajando en revistas, Miller viajó por toda Gran Bretaña e Irlanda. En 1922 participó en un show presentado por el Sydney Syndicate, There You Are Then. En 1923 viajó con los Ernest Binn Arcadians. Formó parte en 1924 de una revista llamada Crisps, pero durante ese verano volvió a trabajar en el grupo de Jack Sheppard en Brighton. En 1925 siguió representando Crisps, y en noviembre se sumó al elenco de Ten to One On, protagonizada por Jimmy James. Este espectáculo se mantuvo hasta febrero de 1926, año en el que Miller obtuvo trabajo en un show de cine y variedades. En septiembre fue contratado para actuar por primera vez en el Holborn Empire, donde fue descubierto por el empresario Tom Arnold, que a su vez le contrató para participar en su siguiente revista, Piccadilly, estrenada en Birmingham y representada en gira por el país. Su coprotagonista era la joven de 21 años Florence Desmond. Tras ello fue contratado, esta vez por Fred Karno, para actuar en The Show, y en mayo hizo una gira de cabaret con XYZ que duró hasta final de año. Tras unas semanas en las variedades, volvió a la revista protagonizando la pieza de Francis Laider titulada Tipperary Tim, con la que siguió hasta febrero de 1929, momento en el que cambió de agente, decisión clave en su carrera. En mayo debutó en el London Palladium en un espectáculo de variedades, volviendo a este teatro en octubre, y sumándose en noviembre al reparto de Fools in Paradise, que representó hasta marzo de 1930. Ésta sería su última revista durante un tiempo.
Miller prefería actuar solo, y de 1930 adelante intervino en espectáculos de variedades en varios grandes teatros, entre ellos el London Palladium y el Holborn Empire. En mayo de 1931 tomó parte en su primera Royal Variety Performance, tras la cual participó en diversos programas radiofónicos. 
En 1932 hizo su primera grabación, Confessions of a Cheeky Chappie, para el sello Broadcast Twelve Records. Tras este éxito inicial, fue captado por HMV para hacer diferentes grabaciones. Sin embargo, en 1953 se cambió a Philips Records y, más adelante, a Pye Records.
Miller consiguió un cameo en el film The Good Companions. Su personaje era el de un editor musical que vendía una canción a un pianista interpretado por John Gielgud. Aunque no salió en los títulos de crédito, su debut fue excelente, lo que motivó que rodara otras trece películas, llegando incluso a tener papeles protagonistas. Considerado su mejor film, Educated Evans (1937), basado en una historia de Edgar Wallace y filmado por Warner Bros., ha sido perdido. Su penúltima película fue Hoots Mon!, y en la misma interpretaba a un humorista llamado Harry Hawkins. En una escena aparece Harry Hawkins en el escenario de un teatro de variedades, interpretando un número que en la realidad era de Miller.

### Estrellato

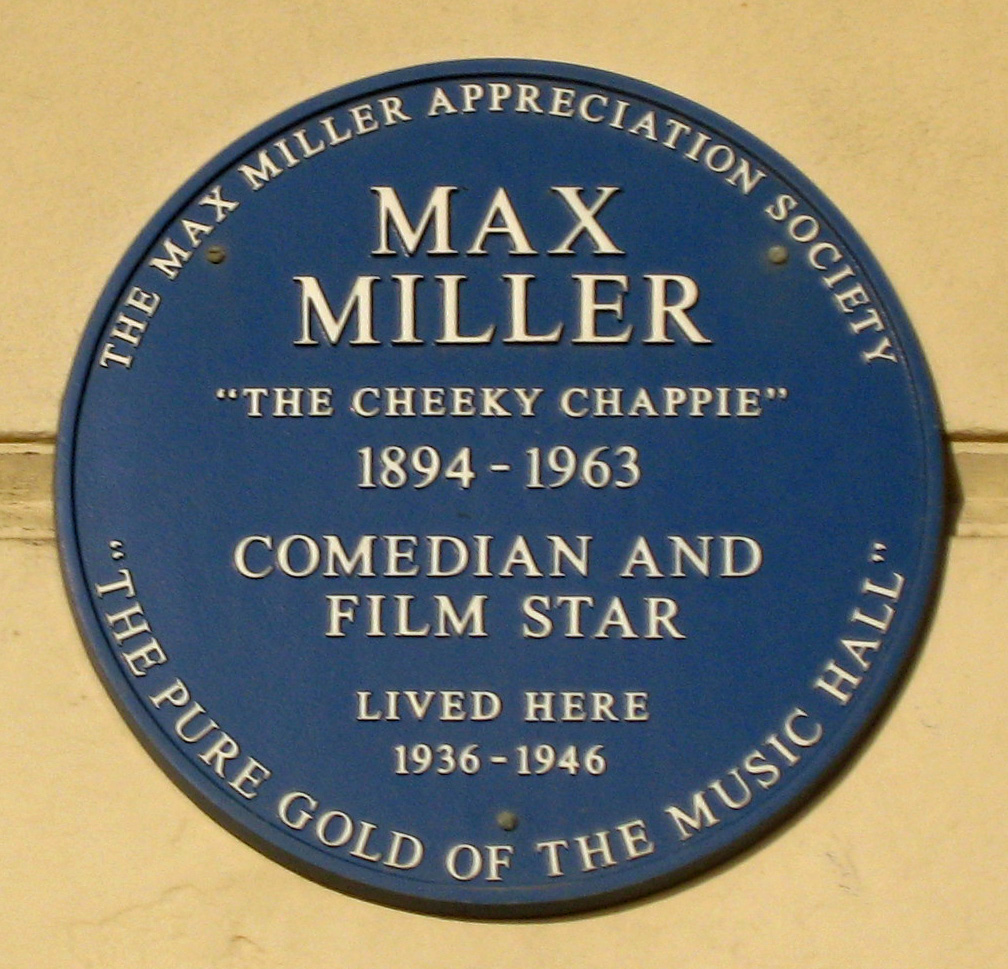
Placa conmemorativa en Bighton (2006).

El número de variedades de Miller solía durar entre 20 y 30 minutos, y empezaba con la orquesta tocando su tema musical, Mary from the Dairy. Tras unos segundos de espera manteniendo la expectación, aparecía dirigiéndose al micrófono, vestido con un vistoso traje con pantalones bombachos cortos, corbata kipper (muy ancha), sombrero tirolés, y zapatos acorde a su indumentaria.
Max nunca utilizaba palabrotas en escena, y desaprobaba a los que sí lo hacían. Sin embargo, su material era subido de tono, y usaba el doble sentido. Por ello, tuvo en ocasiones problemas con la censura, y llegó a estar cinco años vetado por la BBC.
En su número se escuchaban canciones, sentimentales como My Old Mum o cómicas como Twin Sisters. A veces se acompañaba con la guitarra o hacía claqué. Buena parte de las canciones eran escritas total o parcialmente por él.
Se sentía un humorista del sur de Inglaterra, y por ello prefería trabajar en teatros de Londres o del sur, a fin de poder volver a Brighton tras los espectáculos. Pero en 1932 se embarcó en su única gira por ultramar, viajando a Ciudad del Cabo para actuar en Johannesburgo y Pretoria, en Sudáfrica.
Tras varios años actuando en solitario en las variedades, intervino en la revista de George Black Haw Haw!, en el Holborn Empire, entre diciembre de 1939 y julio de 1940. La siguiente revista de George Black, Apple Sauce, se estrenó en agosto de 1940 en el Holborn Empire, y en la misma trabajó junto a Vera Lynn. Debido al bombardeo del teatro durante la guerra, el show pasó a representarse en el London Palladium, donde permaneció hasta noviembre de 1941. Tras ello Miller volvió a las variedades rompiendo todos los récord como el artista mejor pagado del género.
En 1947 Miller fue primera figura en el espectáculo Bernard Delfont presents International Variety en el London Casino. En su reseña del show, Lionel Hale, crítico teatral del Daily Mail, describió al artista como el ‘Oro del music hall’.

### El retorno
Max actuó en tres Royal Variety Performances (1931, 1937 y 1950). En la última solamente disponía de seis 6 minutos, mientras que el humorista estadounidense Jack Benny dispuso de veinte, por lo que dejó a un lado el guion y siguió durante doce minutos, finalizando con un descontrolado aplauso. Pero esto tuvo un efecto devastador en el programa. Val Parnell, el producto, estaba furioso, y le dijo a Miller que no volvería a trabajar con él. Sin embargo, tras 18 meses de gira por teatros secundarios, fue invitado a actuar en los números uno, los Moss Empires, volviendo a triunfar en el London Palladium. Esto revitalizó su carrera, llegándole un nuevo contrato de grabación, esta vez con Philips. Volvió nuevamente a la radio y actuó en televisión. Sin embargo, sus actuaciones televisivas no fueron un gran éxito, pues el nuevo medio no encajaba su estilo.
A pesar de todo ello, Miller trabajó con regularidad en todos los grandes locales de variedades, tanto en Londres como en sus alrededores, como el Hackney Empire, Chelsea Palace, Chiswick, Wood Green Empires y Metropolitan Music Hall, donde grabó el LP Max at the Met in 1957.

### Últimos años

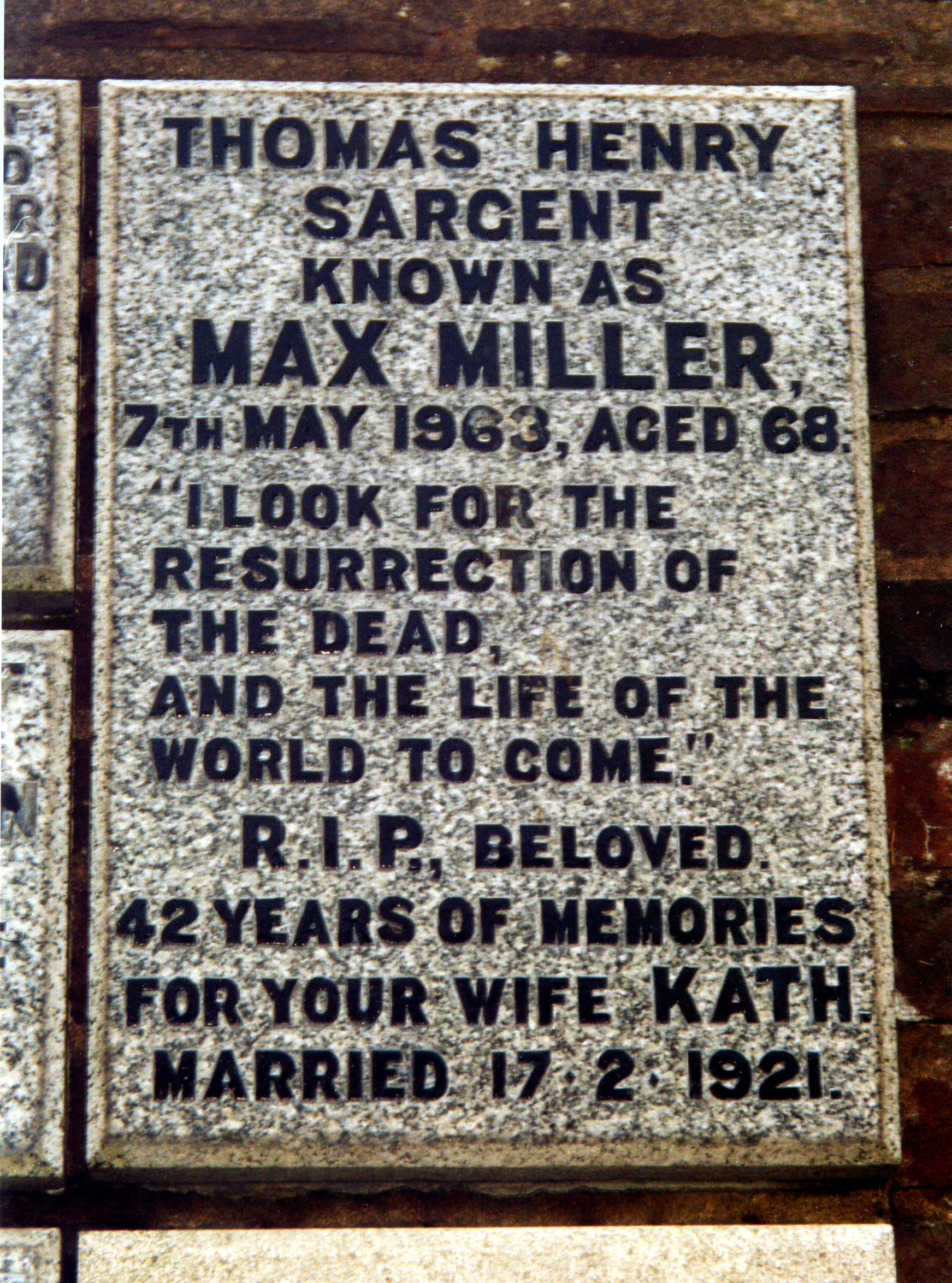
Placa en honor de Miller en el Crematorio Downs de Brighton.

En 1958 Miller sufrió un infarto agudo de miocardio. Tras recuperarse, tuvo que disminuir su nivel de trabajo. Su última actuación en el West End tuvo lugar en el Teatro Palace en abril de 1959, y su último espectáculo de variedades en Folkestone en diciembre de 1960. De todos modos, continuó grabando, siendo su último disco de enero de 1963, junto a Lonnie Donegan.
Max Miller falleció el 7 de mayo de 1963 en su domicilio en Brighton a causa de sus problemas cardiacos, y fue incinerado en el Crematorio Downs de la misma ciudad. Le sobrevivió su esposa Kathleen, fallecida en 1972.